# Hällaskogen
Hällaskogen, även Hälleskogen samt Helle skogh, är ett bergigt skogsområde i nordvästra delen av Harakers socken vid Hällsjön i norra delen av Västerås kommun. Här har utkämpats två historiska slag. Slaget vid Hällaskogen år 1437 under Pukefejden och Slaget vid Haraker år 1464 under resningen mot Kristian I.